# Giuseppe Garibaldi
Giuseppe Garibaldi (Nice, 4 juli 1807 – Caprera, 2 juni 1882) was een Italiaanse generaal, politicus en nationalist die een grote rol speelde in de geschiedenis van Italië. Samen met Camillo Cavour, koning Victor Emanuel II en Giuseppe Mazzini wordt hij beschouwd als een van de Italiaanse 'vaders des vaderlands'.
Garibaldi speelde een centrale rol tijdens de Italiaanse eenwording, de Risorgimento waarin hij persoonlijk vocht en leiding gaf aan militaire campagnes die uiteindelijk hebben geleid tot een verenigd Italië. Hij was generaal tijdens de tijdelijke regering van Milaan in het Revolutiejaar 1848, generaal die de Romeinse Republiek beschermde tegen Franse legers (1849) en vanaf 1860 streed Garibaldi met zijn 1.089 Roodhemden, I Mille, tussen 11 en 70 jaar oud, voor de vrijheid van Italië.
Hij werd in zijn tijd ook wel 'Held van Twee Werelden' genoemd vanwege zijn militaire campagnes in Zuid-Amerika en Europa, een reputatie die hij niet alleen kreeg in Italië, maar door de opkomst van de internationale media ook daarbuiten. Hij werd bewonderd door sommige van de belangrijkste intellectuelen van zijn tijd, zoals Victor Hugo, Alexandre Dumas en George Sand.

## Jeugd
Garibaldi werd in 1807 geboren in Nice (Nizza) als zoon van Giovanni Domenico Garibaldi en Maria Rosa Nicoletta Raimondo. Hij kwam uit een familie die zich bekwaamde in de handel. In 1827 vertrok hij in Nice aan boord van het schip Cortese met als bestemming de Zwarte Zee, maar het schip werd overvallen door Griekse zeerovers die het grondig plunderden. De reis werd voortgezet en Garibaldi werd ziek. Hij verliet in Constantinopel het schip en bleef er tot eind 1832. Hij integreerde in de Italiaanse gemeenschap in de stad en verdiende de kost door les te geven in Italiaans, Frans en wiskunde. In 1833 reisde hij naar Taganrog in Rusland.

## Jong Italië
Nice hoorde sinds 1792 bij de Eerste Franse Republiek en keerde in 1815 terug naar het koninkrijk Sardinië. Als officier van de Piëmontese marine sloot Garibaldi zich in 1833 aan bij Giovane Italia, een nationalistische politieke beweging opgericht door Giuseppe Mazzini. Deze beweging streefde naar een verenigde Italiaanse republiek en democratie, en wilde het land bevrijden van overheersende buitenlandse machthebbers, zoals Oostenrijk. Op 11 februari 1834 kwam deze groep onder leiding van Mazzini in Genua in opstand. Garibaldi deserteerde om hierbij te kunnen zijn. De opstand mislukte en Garibaldi werd ter dood veroordeeld.

## Zuid-Amerikaanse periode
Nadat hij ter dood was veroordeeld, vluchtte hij in 1836 naar Tunis, waar hij contact had met andere Italiaanse emigranten. In die tijd was daar een aanzienlijke Italiaanse aanwezigheid onder de Europese kolonie. Daarna reisde hij  naar Zuid-Amerika, waar hij onder meer actief was in de Lompenoorlog in Brazilië en als Uruguayaans generaal en admiraal in de Uruguayaanse Burgeroorlog. In Brazilië ontmoette hij Anna Maria Ribeiro da Silva (Anita), die zijn geliefde werd; zij kregen samen vier kinderen, deelden elkaars leven tot haar dood in 1849 en namen ook samen deel aan gevechten. In 1842 trouwden zij (ten tijde van hun ontmoeting was Anita nog getrouwd met een andere man als gevolg van een gedwongen kindhuwelijk).

## Terug naar Italië
Na het Revolutiejaar 1848 dat ook het Italiaans schiereiland niet onberoerd liet, keerde Garibaldi naar zijn geboorteland terug, om de strijd tegen Oostenrijk te leiden. Op 26 mei 1859 voerde hij het Sardijnse vrijwilligerskorps aan dat in de Slag bij Varese een overwinning boekte op de Oostenrijkse troepen. Helaas sloot Piëmont-Sardinië vrede met de Wapenstilstand van Villafranca en het Verdrag van Zürich, nog aan het begin van Garibaldi's guerrilla aan het Lago Maggiore. Garibaldi negeerde het bestand en zette op eigen houtje de oorlog voort. Zijn legertje werd verdreven en hij sloeg opnieuw op de vlucht. Voor de tweede maal was hij persona non grata in Piëmont-Sardinië.
In 1849 raakte Garibaldi betrokken bij de Romeinse Republiek in Rome, een nieuwe, revolutionaire staat die stond voor godsdienstvrijheid, de scheiding van kerk en staat en het afschaffen van de doodstraf. Franse troepen onder leiding van de latere keizer Napoleon III sloegen de opstand neer en herstelden het wereldlijke gezag van paus Pius IX over de Kerkelijke Staat. De berichten over Garibaldi's aftocht met zijn manschappen naar het neutrale San Marino in de buitenlandse pers maakten hem een internationale held. Anita stierf tijdens de vlucht aan malaria terwijl beiden achtervolgd door Oostenrijkse troepen verder reisden.
Piëmonte liet Garibaldi na zijn revolutionaire avonturen niet meer toe en hij moest in ballingschap. Hij ging via Tanger naar de Verenigde Staten en daarna Peru en werkte een tijdlang als koopvaarder. Nadat hij begenadigd was door de Piëmontese premier Cavour vestigde hij zich in 1854 op het eiland Caprera bij Sardinië, waar hij grond kon kopen.
Vanaf 1860 streed Garibaldi voor de eenwording van Italië met 1.089 Roodhemden, I Mille, tussen 11 en 70 jaar oud. Door de verovering van Sicilië, Calabrië en ten slotte Napels bracht hij het koninkrijk der Beide Siciliën ten val. Garibaldi droeg de macht over aan Vittorio Emanuele, die daarmee de eerste koning van Italië werd. De Kerkelijke Staat had veel terrein verloren, waardoor ze het Italiaanse schiereiland niet meer in tweeën verdeelde. Lombardije-Venetië werd in 1866 veroverd. Na een mislukte poging die eindigde in de Slag bij Mentana in 1867 moest de inname van Rome wachten tot 1870: door de Frans-Duitse Oorlog werden de Franse troepen weggeroepen waarna de Zwitserse Garde en de Pauselijke Zoeaven met 13.157 man niet veel weerstand meer konden bieden tegen 50.000 Italianen.
Rome werd hoofdstad van Italië en de pausen raakten hun wereldlijke macht kwijt. Er ontstond zo een conflict tussen de pausen en koningen dat pas eindigde met de ratificatie van het Verdrag van Lateranen tussen de Heilige Stoel en de Italiaanse regering onder de fascistische dictator Benito Mussolini in 1929.

## Latere jaren
Giuseppe Garibaldi werd parlementslid en overleed in 1882 op Caprera, een maand voor zijn 75e verjaardag. 
Hij had instructies gegeven over wat er met zijn lichaam moest gebeuren na zijn dood. Zo wou hij gecremeerd worden in een open doodskist gemaakt van Sardijns hout en op een plaats waar de zee kon gezien worden. Hij hoopte dat zijn as daarna gemengd zou worden met Italiaanse grond en overal zou zorgen voor meer vruchtbaarheid als symbool van een beter Italië.  Na zijn dood werd er echter gekozen om hem te begraven in een graf bij zijn huis.

## Nalatenschap
Ter nagedachtenis aan Giuseppe Garibaldi is een groot aantal wegen en pleinen naar hem vernoemd. En er zijn - met name in Italië - ontelbare herdenkingstekens voor hem opgericht. 

### Enkele straten, pleinen en bruggen vernoemd naar Garibaldi
- Porto Garibaldi, een badplaats in Emilia-Romagna
- Boulevard Garibaldi, een boulevard in Parijs
- Place Garibaldi, een mooi neoklassiek plein in Nice, aangelegd in 1780 en reeds in 1870 herbenoemd naar de beroemdste zoon van de stad. In 1891 werd een monument opgericht ter ere van Garibaldi.
- Lungolago Garibaldi, boulevard aan het Gardameer
- Ponte Garibaldi, een brug over de Tiber in Rome
- Via Garibaldi, een straat in Genua
- Corso Giuseppe Garibaldi, een belangrijke straat in Napels
- Garibaldistraat, een straat in Vorst en Sint-Gillis in België
- Via Giuseppe Garibaldi, een brede straat in Venetië (stad)

### Monumenten
- Garibaldimonument (Buenos Aires), een monument in Buenos Aires
- Garibaldimonument (New York) is een beeld in het Washington Square Park in New York
- Garibaldimonument (Rome), een monument in Rome
- Garibaldimonument (San Marino), een monument in San Marino
- Garibaldimonument (Napels), een monument in Napels
- Garibaldimonument (Como), een monument in Como

### Overig
- Giuseppe Garibaldi Trophy, een beker in de rugbysport

- Bibsys: 12037708
- Biblioteca Nacional de Chile: 000110999
- Biblioteca Nacional de España: XX1150475
- Bibliothèque nationale de France: cb11904146d (data)
- Catàleg d'autoritats de noms i títols de Catalunya: 981058511988606706
- CiNii: DA09727507
- Gemeinsame Normdatei: 118689592
- Historisch woordenboek van Zwitserland: 024614
- International Standard Name Identifier: 0000 0001 2145 1298
- Library of Congress Control Number: n79021124
- Nationale Bibliotheek van Letland: 000139301
- Bibliotheek van het Japanse parlement: 00620709
- Nationale Bibliotheek van Tsjechië: jn20000700591
- Nationale bibliotheek van Australië: 35113312
- Nationale Bibliotheek van Israël: 987007261547505171
- Nationale Bibliotheek van Polen: a0000001186009
- Nationale en Universitaire bibliotheek Zagreb: 000005470
- Nederlandse Thesaurus van Auteursnamen: 068678282
- Istituto Centrale per il Catalogo Unico: CFIV001869
- LIBRIS: 232048
- SNAC: w6qf8zf8
- Système universitaire de documentation: 026881950
- Trove: 830421
- Virtual International Authority File: 100192194
- WorldCat: E39PBJfMgRVBBkwbC3rwkWJCcP